# Dohrniphora perplexa
Dohrniphora perplexa är en tvåvingeart som först beskrevs av Charles Thomas Brues 1904.  Dohrniphora perplexa ingår i släktet Dohrniphora och familjen puckelflugor. Inga underarter finns listade i Catalogue of Life.